# Холмківська сільська територіальна громада
Холмківська сільська громада — територіальна громада в Україні, в Ужгородському районі Закарпатської області. Адміністративний центр — село Холмок.
Площа громади —  км², населення —  мешканців (2020).
Утворена 2019 року шляхом об'єднання Сторожницької, Тарновецької та Холмківської сільських рад Ужгородського району.

## Населені пункти
У складі громади 10 сіл:
- Ботфалва
- Кінчеш
- Концово
- Коритняни
- Минай
- Розівка
- Сторожниця
- Тарнівці
- Холмок
- Шишлівці

## Старостинські округи
- Коритнянський
- Сторожницький
- Тарновецький[2]